# 鈴木由希子
鈴木 由希子（すずき ゆきこ、1960年5月2日 - ）は、日本の競馬評論家である。
産業経済新聞社元社員（大阪本社所属）で、競馬情報紙『競馬エイト』関西版のトラックマンであった。

## 人物
北海道出身。血液型はA型。独身。
もともとは臨床検査技師をしていたが、馬好きが高じて転職、関西初の女性トラックマンとして『競馬エイト』紙面でデビュー。厩舎班に5年従事したあと、調教班の坂路担当へ。経験を積み重ねたのち、放送での解説にも進出した。
紙面コラム以外にも、雑誌連載、放送での解説で活動している。『DREAM競馬』→『KEIBA BEAT』ではパドック解説者として西日本の競馬ファンに顔を知られている。
2017年3月31日をもって産業経済新聞大阪本社を退職した。

## メディア活動
- 競馬エイト関西版「女の直感」ほか
- 「ホースレーシング」コラム（講談社『週刊現代』）
- 『DREAM競馬』→『KEIBA BEAT』パドック解説
小倉開催は当初から夏開催のみ出演。中京の出演は今のところ2010年の高松宮記念当日（工事前開催最終日）だけ。
- 『OBCドラマティック競馬』解説（ラジオ大阪）
関西テレビ出演前はこの番組のメイン解説を担当していた。現在は掛け持ちで出演しているが、放送時間の関係上メインからは外れる。

テレビ出演は当初テレビ西日本からスタートし、2007年から関西テレビ放送の番組にも出演するようになった。さらに2010年の高松宮記念当日は東海テレビ放送制作の『競馬BEAT』にも出演した。

## 著書
- 勝ち馬は笑う（2001年、吉備人出版） ISBN 978-4906577767